# 奥马-魏达塔尔
奥马-魏达塔尔（德語：Auma-Weidatal，發音：[ˈaʊma ˈvaɪdaˌtaːl] ⓘ，意为“奥马-魏达河谷”）是德国图林根州格赖茨县的城市，面积55.91平方千米，2023年12月31日人口为3,332人。该市镇于2011年12月1日由市镇奥马、布劳恩斯多夫、格伦-德伦、施泰茨和维伯尔斯多夫合并而成。